# Lijst van voetbalinterlands Laos - Macau
Deze lijst van voetbalinterlands is een overzicht van alle officiële voetbalwedstrijden tussen de nationale teams van Laos en Macau. De landen hebben tot op heden twee keer tegen elkaar gespeeld. De eerste ontmoeting,  een groepswedstrijd tijdens de AFC Solidarity Cup 2016, werd gespeeld in Kuching (Maleisië) op 6 november 2016. Het laatste duel, een vriendschappelijke wedstrijd, vond plaats op 2 oktober 2017 in Macau.

## Wedstrijden
| № | Plaats  | Datum           | Competitie              | Wedstrijd    | Uitslag |
| - | ------- | --------------- | ----------------------- | ------------ | ------- |
| 1 | Kuching | 6 november 2016 | AFC Solidarity Cup 2016 | Laos − Macau | 1 − 4   |
| 2 | Macau   | 2 oktober 2017  | Vriendschappelijk       | Macau − Laos | 2 − 0   |

## Samenvatting
| Competitie         | Totaal gespeeld | Winst Laos | Gelijk | Winst Macau | Doelsaldo Laos – Macau |
| ------------------ | --------------- | ---------- | ------ | ----------- | ---------------------- |
| AFC Solidarity Cup | 1               | 0          | 0      | 1           | 1 − 4                  |
| Vriendschappelijk  | 1               | 0          | 0      | 1           | 0 − 2                  |
| Totaal             | 2               | 0          | 0      | 2           | 1 − 6                  |

LFF · 
A-internationals · 
Laotiaans vrouwenelftal
1960 – 1969 · 
1970 – 1979 · 
1980 – 1989 · 
1990 – 1999 · 
2000 – 2009 · 
2010 – 2019 ·
2020 − 2029
Afghanistan ·
Bangladesh ·
Bhutan ·
Brunei ·
Cambodja ·
China ·
Filipijnen ·
Guam ·
Hongkong ·
India ·
Indonesië ·
Iran ·
Jordanië ·
Kazachstan ·
Koeweit ·
Lesotho ·
Libanon ·
Macau ·
Malediven ·
Maleisië ·
Mongolië ·
Myanmar ·
Nepal ·
Oman ·
Oost-Timor ·
Qatar ·
Saoedi-Arabië ·
Singapore ·
Sri Lanka ·
Syrië ·
Taiwan ·
Thailand ·
Turkmenistan ·
Verenigde Arabische Emiraten ·
Vietnam ·
Zuid-Korea ·
Zuid-Vietnam
AFM · 
A-internationals · 
Macaus vrouwenelftal
1980 – 1989 · 
1990 – 1999 · 
2000 – 2009 · 
2010 – 2019 ·
2020 − 2029
Bangladesh ·
Bhutan ·
Brunei ·
Cambodja ·
China ·
Filipijnen ·
Guam ·
Hongkong ·
India ·
Irak ·
Japan ·
Kazachstan ·
Kirgizië ·
Koeweit ·
Laos ·
Maleisië ·
Mauritius ·
Mongolië ·
Myanmar ·
Nepal ·
Noord-Korea ·
Oman ·
Pakistan ·
Salomonseilanden ·
Saoedi-Arabië ·
Singapore ·
Sri Lanka ·
Tadzjikistan ·
Taiwan ·
Thailand ·
Vietnam ·
Zuid-Korea